# 南岭黄檀
南岭黄檀（学名：Dalbergia balansae）为豆科黄檀属下的一个种。

## 扩展阅读
- 維基物種上的相關：南岭黄檀